# Mateusz Komar
Mateusz Komar (* 18. Juli 1985 in Słubice) ist ein ehemaliger polnischer Radrennfahrer, der im Straßenradsport aktiv war.

## Sportlicher Werdegang
Mateusz Komar fuhr im gesamten Verlauf seiner Karriere für verschiedene polnische Teams auf kontinentaler Ebene, mit denen er überwiegend an Rennen in seiner Heimat Polen teilnahm. Acht seiner insgesamt neun Karriereerfolge erzielte er bei Rennen in Polen. 2007 gewann er die Gesamtwertung der Tour of Małopolska, 2008 mit seinem Team DHL-Author das  Mannschaftszeitfahren der Dookoła Mazowsza. In den folgenden Jahren gelangen ihm diverse Etappenerfolge. 2017 entschied er die Gesamtwertung des Course de la Solidarité Olympique für sich.
Nach der Saison 2019 beendete Komar im Alter von 34 Jahren seine Karriere im Radsport.

## Erfolge
2007
- Gesamtwertung und eine Etappe Tour of Małopolska
- eine Etappe  Szlakiem Walk Majora Hubala

2008
- Mannschaftszeitfahren Dookoła Mazowsza

2009
- eine Etappe Bałtyk-Karkonosze Tour

2011
- eine Etappe Dookoła Mazowsza

2013
- eine Etappe Tour du Maroc

2016
- eine Etappe und Punktewertung Tour of Małopolska
- Korona Kocich Gór

2017
- Gesamtwertung und eine Etappe Course de la Solidarité Olympique